# NOCTURNE BOOGIE
《NOCTURNE BOOGIE》（日语：ノクターンブギ）是執導的日本網絡動畫。2020年7月10日起，每周五23時在GYAO!、YouTube更新，1話約7分。旁白為田代哲哉。
因應新型冠狀病毒疫情蔓延，本作採用新制作方式，作業完全遠端完成。
本作以合租房為舞台，描繪隱藏自己真實身分生活的怪物們與一個人類的故事。

## 登場人物
夢仲魔理（声：瀨戶麻沙美）
魅魔。沒有恋愛經驗，相信恋愛雜誌上的資訊。
久結霧矢（声：山下誠一郎）
吸血鬼。不吸女性的血就無法生存，但討厭女性，喜歡男性。
大嚙美瑠衣（声：吉田仁美）
狼女。看見圓的東西就會突然變身。在意自己毛多。
櫻来清（声：鈴木裕斗）
殭屍。被觸碰到太陽穴即進入假死状態。
井戶柳玉子（声：早見沙織）
幽靈。拍的照片全部是心靈写真，不知如何是好。
影山狩宇（声：小山剛志）
個人。厭惡非人類生命的暗黑獵手。

## 各話列表
| 話数 | 日文標題 | 更新日         |
| ---- | -------- | -------------- |
| #1   |          | 2020年 7月10日 |
| #2   |          | 7月17日        |

## 外部連結
- 的X（前Twitter）